# Auxentius van Dorostorum
Auxentius van Dorostorum (of van Milaan) (? -  473) was een ariaans theoloog van Cappadocische afkomst. Hij werd tot bisschop van Alexandrië benoemd, maar zijn benoeming was niet unamiem. Hij verzette zich met name tegen de uitspraken van het Concilie van Nicaea en werd daardoor door sommigen gekarakteriseerd als ketter. Gedurende zijn hele verdere carrière was Auxentius een controversiële persoon. 
Auxentius was de pleegzoon van de Gotische bisschop Wulfila en verschafte belangrijke informatie over hem.
De belangrijkste bron over Auxentius is de Liber contra Auxentium